# Chortinaspis salavatiani
Chortinaspis salavatiani är en insektsart som beskrevs av Alfred Serge Balachowsky och Kaussari 1951. Chortinaspis salavatiani ingår i släktet Chortinaspis och familjen pansarsköldlöss.
Artens utbredningsområde är Iran. Inga underarter finns listade i Catalogue of Life.